# Cheiracanthium ningmingense
Cheiracanthium ningmingense är en spindelart som beskrevs av Zhang och Yin 1999. Cheiracanthium ningmingense ingår i släktet Cheiracanthium och familjen sporrspindlar. Inga underarter finns listade i Catalogue of Life.